# Opština Titel

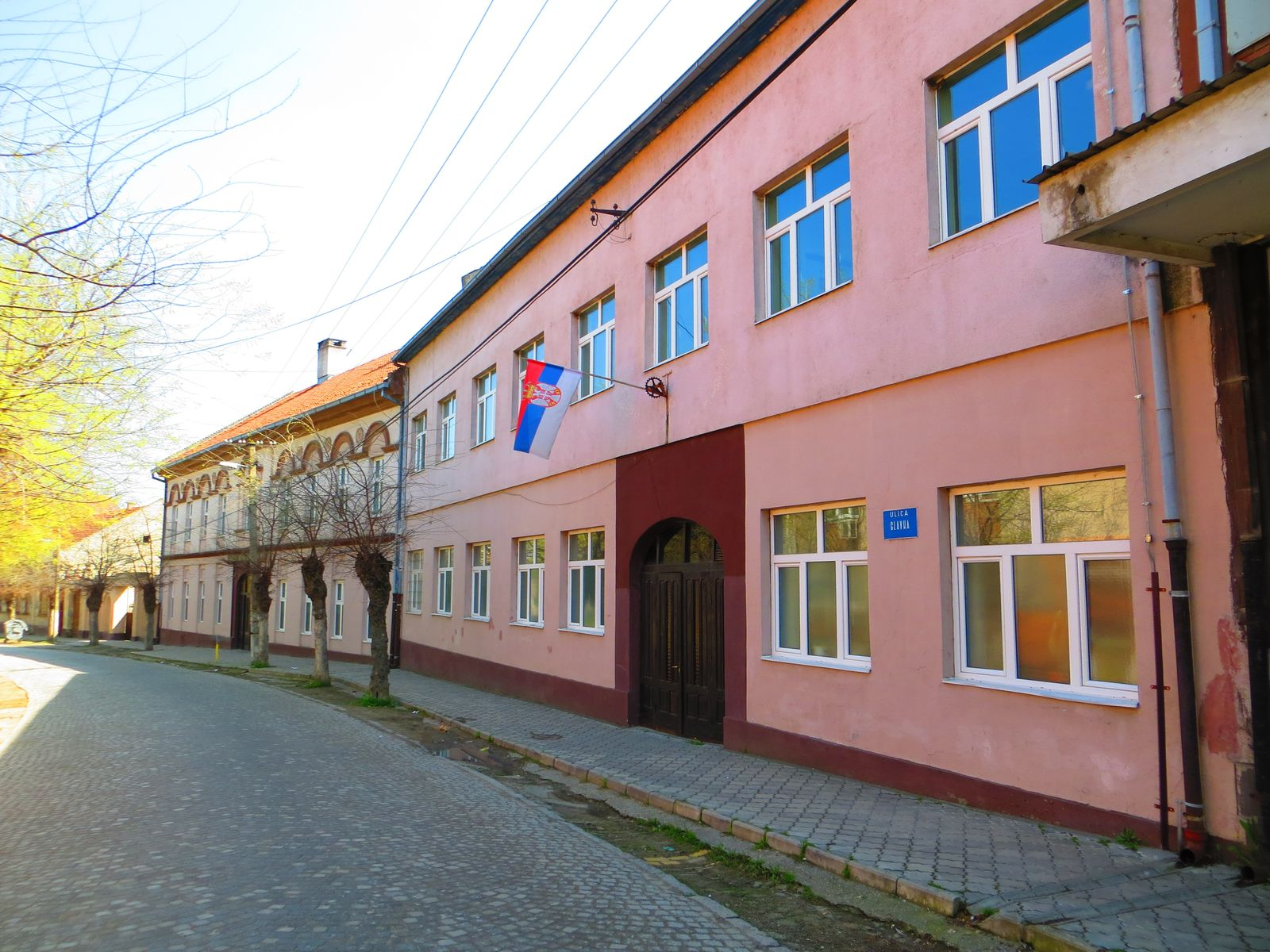
Rathaus der Opština

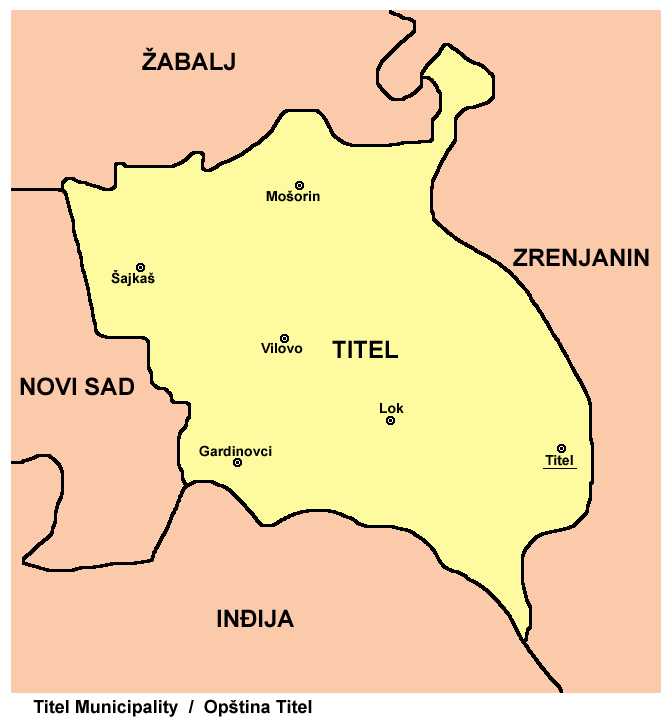
Karte der Opština

Die Opština Titel (serbisch-kyrillisch Општина Тител) ist eine Gemeinde mit 15.738 Einwohnern (Stand: Zensus 2011) im Okrug Južna Bačka, die im Westen an Novi Sad angrenzt. Verwaltungssitz ist Titel. Sie umfasst sie fünf weitere Ortschaften: Vilovo, Gardinovci, Lok, Mošorin, Šajkaš. 2002 bezeichneten sich 84,9 % der Bewohner als Serben, und 5,3 % als Ungarn; 9 Jahre später deklarierten sich 86,5 % als Serben und 5,2 % als Ungarn.